# Frederik Magle
Frederik Magle (Stubbekøbing, 17 aprile 1977) è un compositore, organista e pianista danese.

## Biografia
Figlio dell'attrice/scrittrice Mimi Heinrich e dell'organista, pittore e scultore Christian Reesen Magle (1925-1996). Pronipote del compositore Emil Reesen (fratello di sua nonna). Ha studiato composizione e teoria musicale con l'organista Leif Thybo. Ha frequentato la Royal Danish Academy of Music dove si è perfezionato in organo e composizione. La prima esecuzione pubblica delle sue composizioni si è svolta la mattina di pasqua del 7 aprile 1985, nella chiesa di Stubbekøbing. Fu riconosciuto fin dall'inizio come un bambino prodigio, apparso in televisione fin dall'età di 9 anni. Suo padre muore nel 1996, poco prima della prima rappresentazione della cantata di Natale a lui dedicata.
Ha guadagnato una notevole reputazione come virtuoso dell'organo. Venne coinvolto nella costruzione di un originale organo tonale a 24 registri per la chiesa di Jørlunde, in Danimarca, inaugurato nel mese di ottobre 2009. Nel 2010 ha pubblicato un doppio CD a libera interpretazione, utilizzando l'organo di Jørlunde.

## Musica
Il suo stile musicale può essere caratterizzato come genere melodico, pur mantenendo alcuni elementi di atonalità, descritto come modernismo moderato. Le sue composizioni più note sono le opere realizzate per la Famiglia reale danese, che includono musica composta per il battesimo del principe Nikolai nel 1999, il battesimo del principe Felix nel 2002, e una suite sinfonica Cantabile, basata su poesie del Principe Henri de Laborde de Monpezat, di cui il primo movimento Souffle le vent venne eseguito per la prima volta nel 2004, mentre i restanti due movimenti Cortège & Danse Macabre e Carillon, nel giugno 2009 in Koncerthuset (Copenaghen), in entrambe le occasioni da parte della Danish National Symphony Orchestra diretta da Thomas Dausgaard.